# ژان-بتیست فن لو
ژان-بتیست فن لو (فرانسوی: Jean-Baptiste van Loo‎; ۱۱ ژانویه ۱۶۸۴ – ۱۹ دسامبر ۱۷۴۵) نقاش اهل فرانسه بود.
وی نقاشی را زیرنظر پدرش لوئی-آبراهام فن لو آموخت و در سنین پایین چندین عکس را برای تزئین کلیسا و ساختمان‌های عمومی در اکس-آن-پرووانس اجرا کرد، وی برای تحصیل به رم رفت و نقاشی‌های زیادی برای کلیساهای آن شهر کشید. در سال ۱۷۳۷ به انگلستان رفت پرتره‌های مختلفی در آنجا خلق کرد اما به دلیل ضعف جسمانی مدت زیادی در آنجا سکونت نکرد و به زادگاهش بازگشت و در سال ۱۷۴۵ درگذشت.

## بخشی از آثار

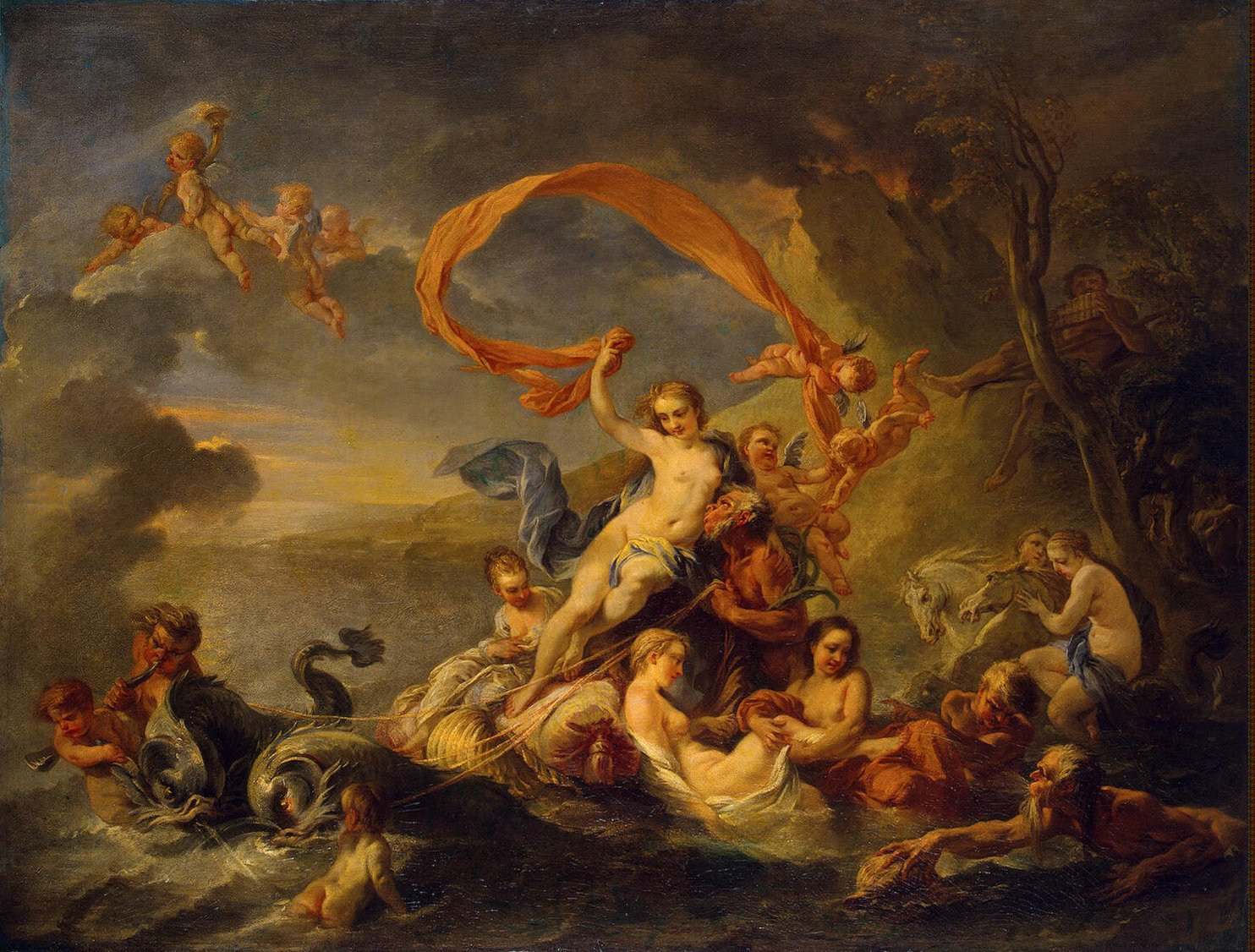
The Triumph of Galatea, 1720 (موزه ارمیتاژ).
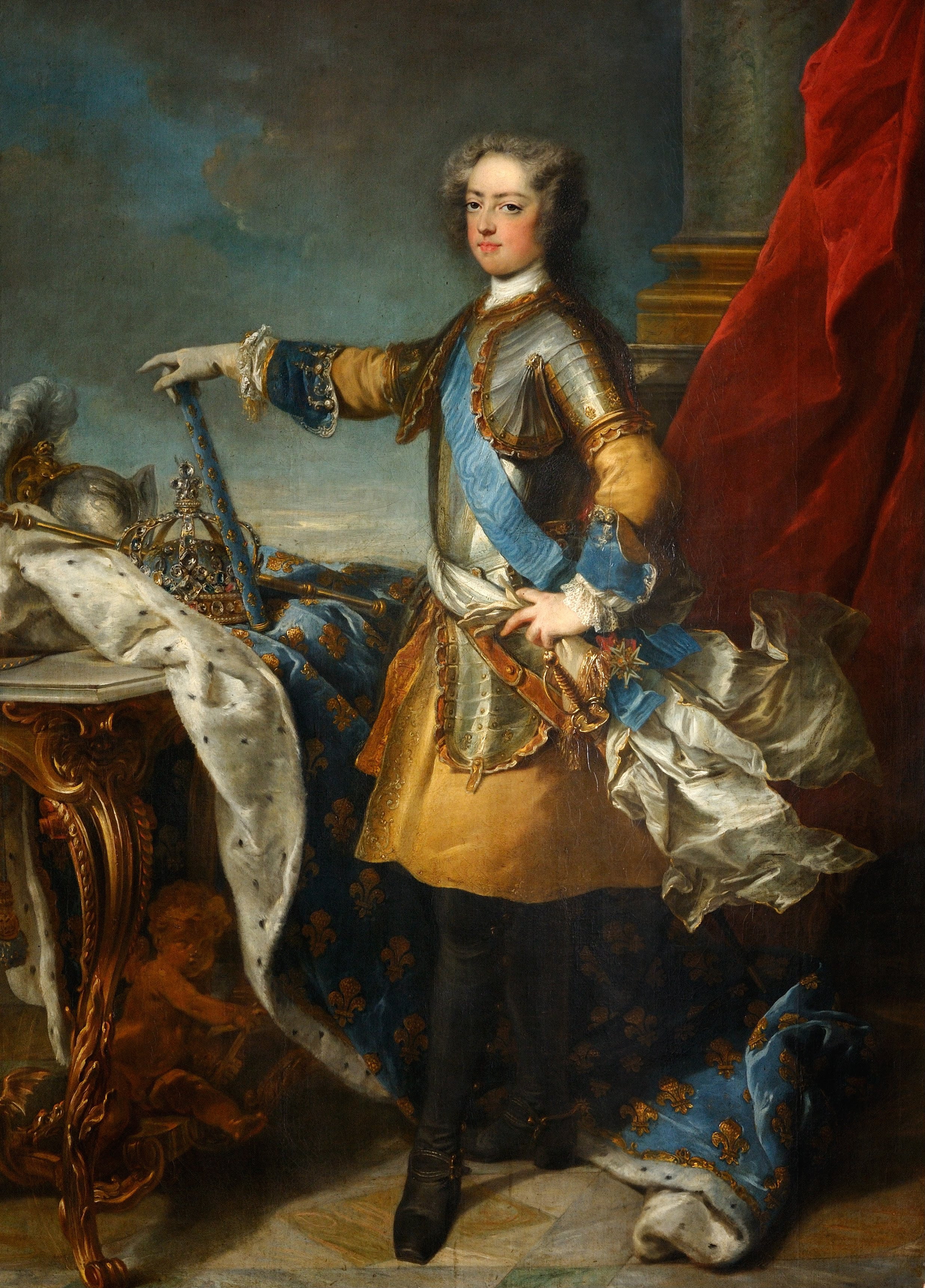
Louis XV, King of France and Navarre, c. 1723 (کاخ ورسای).
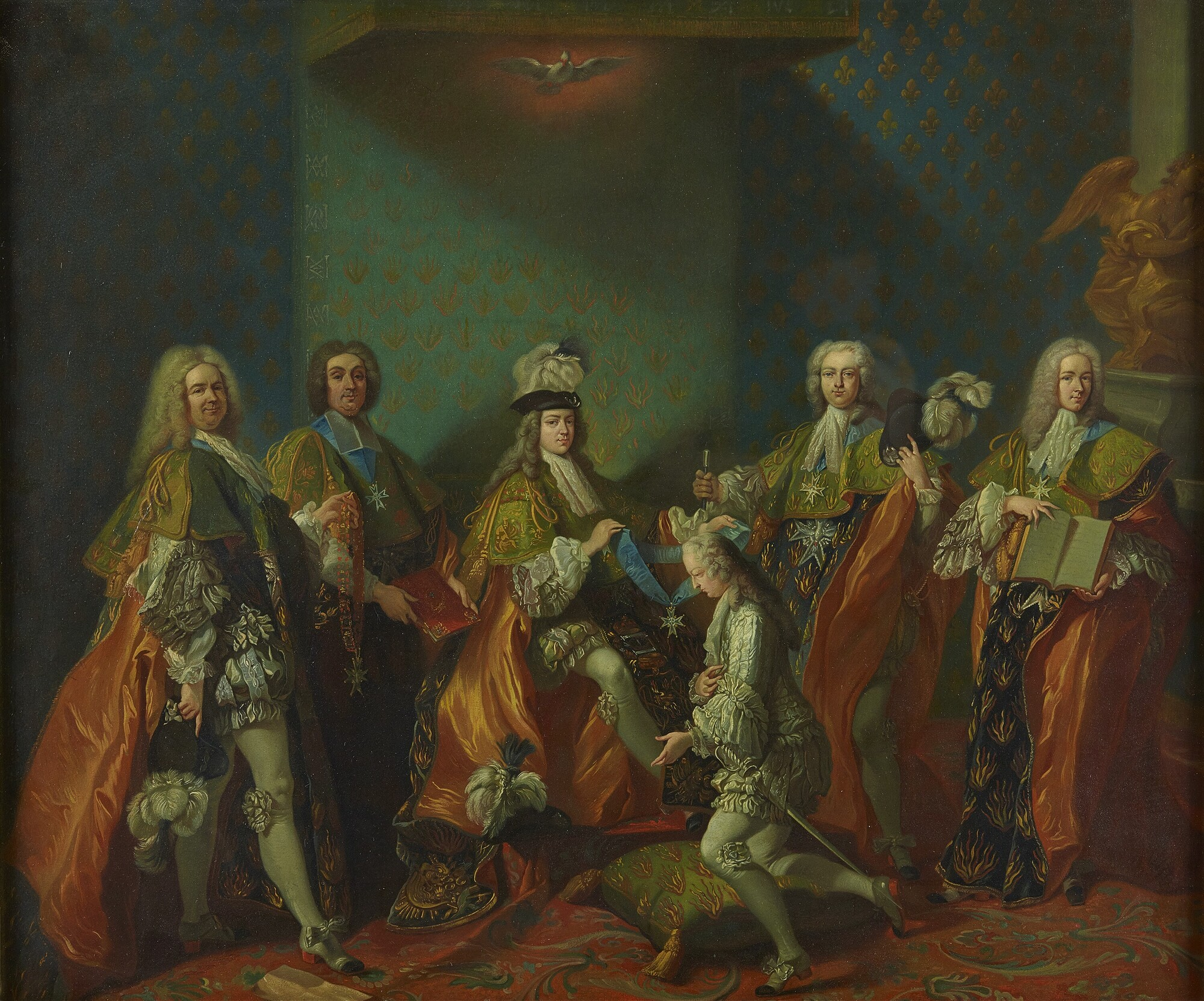
Louis XV Conferring the Order of the Holy Spirit on the Count de Clermont, 1730 (Palace of Versailles).
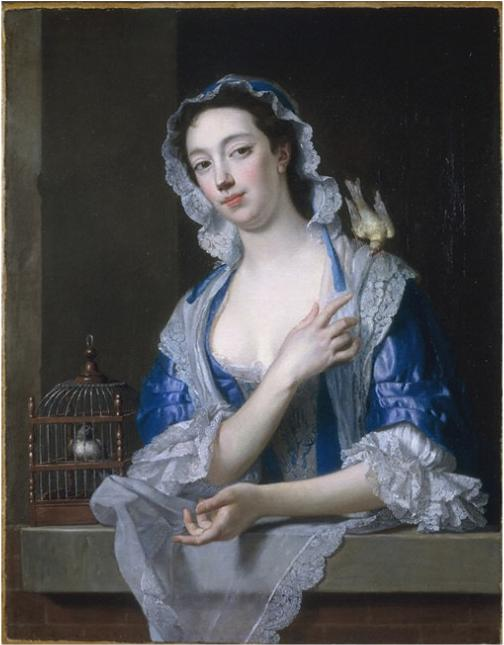
Margaret ('Peg') Woffington, Actress, c. 1738 (موزه ویکتوریا و آلبرت).